# فرودگاه کریگ کوو
فرودگاه کریگ کوو (به انگلیسی: Craig Cove Airport) یک فرودگاه با کد یاتا CCV است . این فرودگاه در کشور وانواتو قرار دارد .

## شرکت‌های هواپیمایی و مقصدهای پروازی
| شرکت‌های هواپیمایی | مقصدهای پروازی         |
| ----------------- | ---------------------- |
| ایر وانواتو       | سانتوپکا، نورساپ، Ulei |